# ラリー・サットン
ラリー・ジェームズ・サットン（Larry James Sutton, 1970年5月14日 - ）は、アメリカ合衆国カリフォルニア州ウェストコビーナ出身の元プロ野球選手（外野手）、野球指導者。

## 経歴

### プロ入りとロイヤルズ時代
1992年のMLBドラフトでカンザスシティ・ロイヤルズから21巡目（全体582位）で指名され入団。
1994年、A+級ウィルミントン・ブルーロックスで129試合に出場。打率.306、26本塁打、94打点の好成績を残し、カロライナリーグのMVPに選出された。またチームはリーグ優勝を果たした。
1997年にメジャー初昇格。1998年には自己最多の111試合に出場し、打率.245、5本塁打、42打点の成績を残した。
1999年は43試合に出場、打率.225、2本塁打、15打点の成績の終わり、この年限りでロイヤルズを退団した。

### ロイヤルズ退団後
2000年から2001年まではセントルイス・カージナルス、2002年はオークランド・アスレチックス、2004年はフロリダ・マーリンズでプレーした。
メジャー通算成績は、252試合出場、572打数135安打、打率.236、12本塁打、78打点、4盗塁。

### 韓国球界時代
2005年にKBOリーグの現代ユニコーンズと契約。この年は129試合に出場して、打率.293、35本塁打、102打点の成績を残し、本塁打王と打点王を獲得した。またOPS（1.003）はその年のKBOリーグでトップとなり、ゴールデングラブ賞を受賞した。
ところが、翌2006年は開幕前に一緒に自主トレーニングを行ったアルバート・プホルスの打撃フォームを参考にしたことで不振に陥り、成績が急落。93試合で打率.266、18本塁打、61打点に終わり、シーズン終了後に解雇された。
2007年は起亜タイガースと契約。しかし故障のためわずか34試合の出場にとどまり、シーズン途中の5月に解雇されそのまま現役を引退した。

### 現役引退後
2012年にドミニカン・サマーリーグのドミニカン・サマーリーグ・パイレーツ2で監督を務めた。2014年からはパイレーツのマイナー巡回打撃コーディネーターを務める傍ら、ドミニカ共和国アカデミーの責任者を務めた。
2019年にカンザスシティ・ロイヤルズ傘下A+級ウィルミントン・ブルーロックスの打撃コーチに就任した。
2019年10月、KBOリーグ・ロッテ・ジャイアンツの二軍監督に就任。
2021年5月11日、チームの成績不振で解任された許文會の後任として、一軍監督に就任した。
しかし目立った成績を残せないまま2023年8月28日、健康上の問題を理由に監督を辞任した。

## 通算成績

### タイトル・表彰
KBO
- 最多本塁打：1回（2005年）
- 最多打点（朝鮮語版）：1回（2005年）
- ゴールデングラブ賞：1回（2005年、外野手）

### 背番号
- 22 (1997年 - 1999年)
- 28 (2000年 - 2001年)
- 19 (2002年)
- 29 (2004年)
- 33 (2005年 - 2006年)
- 49 (2007年)
- 70 (2020年 - 2023年)